# Calle de Joaquín Costa
La calle de Joaquín Costa es una vía madrileña que asciende de oeste a este desde el paseo de la Castellana hasta la glorieta de López de Hoyos. Fue bautizada así en recuerdo del político y escritor altoaragonés Joaquín Costa,  hijo de labradores y profesor de la Institución Libre de Enseñanza. Forma parte del proyecto inconcluso de circunvalación conocido como Paseo de Ronda (o posteriormente con el nombre técnico de segundo cinturón de circunvalación de Madrid).

## Historia
La reciente y modesta historia de esta calle está asociada al conjunto de construcciones que en ella se conservan:

### Demolición del paso elevado
En julio de 2020 el Ayuntamiento de Madrid detectó graves fallos en la estructura del paso elevado de las calles de Joaquín Costa y Francisco Silvela sobre las glorietas de López de Hoyos y Príncipe de Vergara, llamado popularmente “scalextric”, que amenazaba colapso,  por lo que la demolición se planteó como la única opción.
El desmontaje del paso elevado se proyectó por un periodo de cuatro meses desde el cierre del vial, que abrió nuevamente a finales de octubre de 2020.
El inicio de la remodelación del nuevo espacio expedito se fijó para comienzos de 2021 y en el plan se incluyeron la creación de una mediana central, carriles bici, ampliación de las aceras y la reducción del espacio dedicado al tránsito de vehículos a motor.